# Eburia jamaicae
Eburia jamaicae là một loài bọ cánh cứng trong họ Cerambycidae.